# We Need Love
We Need Love es el tercer álbum sencillo del grupo femenino surcoreano StayC. Fue publicado el 19 de julio de 2022 a través de High Up Entertainment y distribuido por Kakao M y contiene cuatro pistas, incluido el sencillo principal titulado «Beautiful Monster» y un remix de su anterior sencillo «RUN2U«, versionado por TAK.

## Antecedentes y lanzamiento
El 30 de junio de 2022, medios de comunicación surcoreanos informaron que StayC realizaría un nuevo lanzamiento musical en julio del mismo año. El 1 de julio, se anunció oficialmente que la agrupación femenina regresaría a los escenarios con su tercer álbum sencillo bajo el título de We Need Love, el día 19 de julio de 2022. El mismo día, se lanzó la vista previa del álbum y se abrieron los pedidos anticipados para su compra.
El 4 de julio se publicó un vídeo titulado "StayC next album is...", el que en un formato documental, mostraba a las miembros del grupo junto a los productores de su compañía discutir acerca del estilo y diseño del nuevo álbum. Un día después, el 5 de julio se estrenó un pequeño vídeo conceptual del álbum sencillo.

## Lista de canciones
| CD / descarga digital |                     |                                |                                      |               |          |  |
| N.º                   | Título              | Letras                         | Música                               | Arreglos      | Duración |  |
| 1.                    | «Beautiful Monster» | Black Eyed Pilseung, Jeon goon | Black Eyed Pilseung, FLYT            | Rado, FLYT    | 3:00     |  |
| 2.                    | «I Like It»         | Black Eyed Pilseung, Jeon goon | Black Eyed Pilseung, Jeon goon       | Rado          | 2:38     |  |
| 3.                    | «Love»              | Black Eyed Pilseung, Jeon goon | Black Eyed Pilseung, FLYT            | FLYT          | 3:06     |  |
| 4.                    | «RUN2U» (TAK Remix) | Black Eyed Pilseung, Jeon goon | Black Eyed Pilseung, Jeon goon, FLYT | TAK (NEWTYPE) | 3:31     |  |
| 12:15                 |                     |                                |                                      |               |          |  |

## Historial de lanzamiento
| País          | Fecha               | Formato                       | Sello                          |
| ------------- | ------------------- | ----------------------------- | ------------------------------ |
| Corea del Sur | 19 de julio de 2022 | CD Descarga digital streaming | High Up Entertainment, Kakao M |